# 波波夫卡农村居民点 (博古恰尔区)
波波夫卡农村居民点（俄语：Поповское сельское поселение）是俄罗斯联邦沃罗涅日州博古恰尔区所属的一个农村居民点。其下辖有4个居民点，行政中心为洛菲茨科耶。据2016年统计，该农村居民点的人口为2680人。